# David K. Johnson
David K. Johnson (* 1962) ist ein US-amerikanischer Historiker.

## Leben
Johnson studierte Geschichte an der Georgetown University, wo er 1983 einen Bachelor erhielt, sowie an der University of Chicago, an der er 1987 mit dem Master abschloss. Daraufhin arbeitete er bis 1992 als Projektmanager bei einer privaten Forschungsagentur in Rockville (Maryland). Anschließend nahm er ein Promotionsstudium an der Northwestern University unter der Betreuung von Michael Sherry auf, das er 2000 abschloss.
Seit 2003 unterrichtet Johnson am Fachbereich Geschichte der University of South Florida. Ab 2005 hatte er dort zunächst eine Stelle als Assistant Professor, wurde 2009 Associate Professor und erhielt 2019 eine volle Professur.
In seiner Forschung beschäftigt sich Johnson insbesondere mit der Geschichte von LSBTI-Personen und des Verhältnisses von Geschlecht und Sexualität in der Politik und Kultur der Vereinigten Staaten in der Zeit nach 1945. Er spielte eine große Rolle („a huge role“) beim Publikwerden und der Aufarbeitung der sogenannten Lavender Scare – analog zur Red Scare, der „Roten Gefahr“ – als strategisch und manipulativ eingesetzte Ideologie. Als Autor verfasste er mehrere Bücher, wobei sein 2004 veröffentlichtes Buch The Lavender Scare im Jahr 2017 auch zu einem preisgekrönten Dokumentarfilm verarbeitet wurde. Johnsons Studie wurde im Zusammenhang mit der filmischen Umsetzung erneut gewürdigt, auch als „portrait of gay life during the ’30s and World War II“.

## Werke (Auswahl)
- Buying Gay: How Physique Entrepreneurs Sparked a Movement. Columbia University Press, 2019.
- Herausgegeben mit Robert Ingalls: The United States Since 1945: A Documentary Reader. Wiley-Blackwell, 2009.
- The Lavender Scare: The Cold War Persecution of Gays and Lesbians in the Federal Government. University of Chicago Press, 2004.